# Сесіль Шамінад
Сесіль Шамінад (фр. Cécile Chaminade; 8 серпня 1857, Париж — 13 квітня 1944, Монте-Карло) — французька композиторка, піаністка та флейтистка. 

## Біографія і творчість
Привітно займалася музикою з різними педагогами, її талант помітили і заохотили Сен-Санс, Шабріє, Бізе. У 1888 році представила публіці три своїх твори, завдяки яким здобула популярність, — балет «Калліроя», Концертштюк для фортеп'яно та оркестру і Драматичну симфонію з хорами «Амазонки».  
З 1875 року зі успіхом концертувала як піаністка у Франції, Великій Британії і США. У 1908 році гастролювала в Канаді, потім у США, де з Філадельфійським оркестром виконувала свій Концертштюк. У 1919 році школою-студією під керівництвом К. Я. Голейзовського був поставлений балет «Арлекінада» (Карнавал) на музику Шамінад. 
Їй належать Сюїта для оркестру (1881), комічна опера «Севільянка» (1882), Тріо для скрипки, віолончелі та фортеп'яно (1887), Концертіно для флейти (1902). Крім того, Сесіль Шамінад — авторка численних фортеп'янних творів, пісень і романсів в дусі романтизму на вірші Ронсара, Гюго, Мюссе, Готьє, Ж. Верна, Рішпена, Сюллі-Прюдома та ін.
Сестра Сесіль Анрієтта була одружена з польсько-німецьким композитором Моріцом Мошковським. 